# Escola Secundária de S. Pedro da Cova
A Escola Secundária com 3º Ciclo de S. Pedro da Cova fica situada na localidade com o mesmo nome, no Município de Gondomar e iniciou as suas actividades no ano lectivo de 1998/99, tendo sido inaugurada em 3 de Março de 2000. Esta escola surgiu para dar resposta à sobrelotação das escolas do Município de Gondomar.

## Edifício e equipamentos
Esta escola encontra-se instalada num edifício de Tipo T30 (30 salas de aula), de corpo único, com quatro pisos, servidos por um elevador, com espaço exterior ajardinado. 

### Pavilhão gimnodesportivo e ginásio
Possui um Pavilhão gimnodesportivo e ginásio que, são solicitados, sob aluguer, para a prática desportiva.

### Biblioteca Escolar / Centro de Recursos Educativos
Assume ainda particular importância a BE/CRE (Biblioteca Escolar / Centro de Recursos Educativos), que integra a Rede Nacional de Bibliotecas Escolares desde 2002. A BE/CRE é um espaço com a documentação em livre acesso e que está organizada nas seguintes áreas: zona de atendimento, zona de leitura formal, zona de publicações periódicas (leitura informal), zona multimédia e zona dos audiovisuais. É sobretudo um local de trabalho, de estudo, de formação e divulgação que pretende promover a autonomia dos alunos e facultar condições para a ocupação de tempos livres com qualidade. A organização e gestão da biblioteca escolar da escola são da responsabilidade de uma equipa educativa com competências pluridisciplinares.

### Auditório
O Auditório, com capacidade para cerca de 70 pessoas. Contem um projector multimédia e sistema sonoro. 

## Oferta formativa / educativa
Devido às características do público-alvo e da falta de expectativas no prosseguimento de estudos a nível universitário, esta escola começou há vários anos a oferecer cursos para a inserção na vida activa. Porque a escola tem uma função social, no presente ano lectivo encontra-se em funcionamento um Curso de Educação e Formação de Adultos de Agente de Geriatria.
3º ciclo do ensino básico
Cursos de Educação e Formação
Programação de sistemas Informáticos - Tipo 3
- Tipo 3 – Operador de Informática
Ensino Profissional
- Técnico de Energias Renováveis
- Técnico de Informática de Gestão
- Técnico de Gestão Desportiva
- Técnico de Artes Gráficas
- Técnico de Auxiliar de Saúde
Cursos Cientifico-Humanísticos
- Artes Visuais
- Ciências e Tecnologias
- Línguas e Humanidades

## Projectos e Actividades extra-curriculares
Para colmatar a falta de aspirações da comunidade estudantil e a ausência de actividades culturais na freguesia de S. Pedro da Cova a Escola Secundária de S. Pedro da Cova tem desenvolvido vários projectos, dos quais se destacam:
• Jornal escolar
• Desporto Escolar
• Programa Ciência Viva
• Concursos Literários
• Orientação Educativa (9º e 10º anos)
• Mediação educativa
• Centro de estudos (preparação dos exames nacionais)

## Apoio On-line
Neste apoio encontram-se conteúdos pedagógicos e ferramentas de suporte à aprendizagem das disciplinas leccionadas na Escola. É um espaço de novas metodologias de ensino-aprendizagem, destinado a alunos. A utilização deste apoio desenvolve-se com recurso à utilização de uma plataforma para métodos pedagógicos baseados em modelos de e-learning ou b-learning de forma a suportar e complementar as actividades de ensino/aprendizagem.